# كفل حارس
كفل حارس بلدة فلسطينية من بلدات الضفة الغربية في محافظة سلفيت، تقع إلى الشمال من القدس، احتلت عام النكسة. بلغ عدد سكانها حوالي4,444 نسمة (لا يشمل المغتربين) حسب التعداد العام للسكان والمساكن والمنشآت عام 2017. 

## التاريخ الحديث والمعاصر
عُثر في البلدة على قطع أثرية تعود إلى العصر البرونزي الأوسط، والعصر الحديدي الثاني، والهلنستي، والروماني، والبيزنطي/الأموي، والعصور الصليبية/الأيوبية والمملوكية.

### العهد العثماني

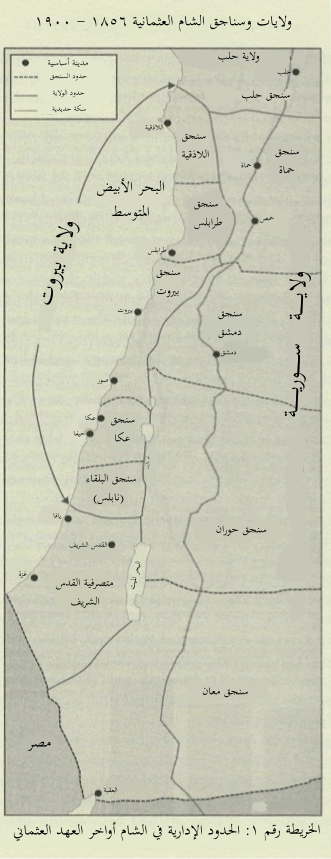
الولايات العثمانية في بلاد الشام نهاية القرن التاسع عشر، كانت كفل حارس واقعة ضمن سنجق البلقاء (نابلس) التابع لولاية شرق بيروت.

تبعت كفل حارس إلى الإمبراطورية العثمانية في عام 1517 مع كل فلسطين، وكانت تقع ضمن سنجق نابلس في ولاية بيروت في الشام. في عام 1596 ظهر لأول مرة اسم كفل حارس في سجلات الضرائب العثمانية ضمن سنجق نابلس، حيث دفعوا معدلا ثابتا للضريبة بنسبة 33,3٪ على المنتجات الزراعية المختلفة، مثل القمح، والشعير، والمحاصيل الصيفية، والزيتون، والماعز، وخلايا النحل. في عام 1838 زار الباحث الأمريكي إدوارد روبنسون القرية وذكر أنها ضمن منطقة جورة مردة في قضاء نابلس.
في أواخر العهد العثماني، في عام 1870، وصل عالم الآثار الفرنسي فيكتور جويرين إلى كفل حارس بعد سيره عبر «مزراع التين والزيتون الجميلة»، وقدر أن عدد سكانها حوالي 600 نسمة. عام 1882، أجرى صندوق استكشاف فلسطين الغربية مسحاً للبلدة ووصفها بأنها «قرية صغيرة إلى حد ما على أرض مرتفعة، مع بساتين أشجار الزيتون حولها، وفيها ثلاث أماكن مقدسة».

### الانتداب البريطاني
في عام 1917، سقطت كفل حارس بيد الجيش البريطاني، ودخلت القرية مع باقي فلسطين مظلة الانتداب البريطاني على فلسطين عام 1920 حتى وقوع النكبة. أجرت سلطات الانتداب البريطاني تعدادا عاما للسكان عام 1922، فأظهر أن عدد السكان بلغ 373 نسمة، وفي تعداد عام 1931 ازداد عددهم حتى وصل إلى 562 نسمة جميعهم مسلمون. أما في تعداد عام 1945، فبلغ عدد السكان حوالي 770 نسمة جميعهم مسلمون.

### الحكم الأردني
في أوائل خمسينيات القرن العشرين أتبعت كفل حارس للحكم الأردني بين حربي 1948 و1967، وكان عدد سكانها آنذاك حوالي 1,341 نسمة عام 1961.

### النكسة
سقطت كفل حارس في يد الاحتلال بعد حرب النكسة، وقد صادرت سلطات الاحتلال مساحات شائعة من أراضي كفل حارس والبلدات المجاورة وأقامت عليها المشاريع الاستيطانية المتمثلة في إقامة مستوطنة أرئيل عام 1978م، ولاحقاً طريق «عابر السامرة» السريع.

### السلطة الفلسطينية
بعد تأسيس السلطة الفلسطينية، استلمت السلطة الوطنية الفلسطينية بلدة كفل حارس، ووضعتها تحت السيطرة المدنية الفلسطينية حسب اتفاقيات أوسلو. قسمت أراضي البلدة إلى قسمين: الأول شكل حوالي 42% وعرف باسم المنطقة «ب»، بينما القسم الآخر والذي شكل النسبة المتبقية عرف باسم المنطقة «ج». وأتبعت البلدة إدارياً لمحافظة سلفيت، وأصبحت بلدية.

## الجغرافيا
تقع بلدة كفل حارس في وسط فلسطين، في الجزء الشمالي الغربي من الضفة الغربية، في الناحية الشمالية الشرقية من محافظة سلفيت، على التلال الغربية من سلسلة الجبال المركزية الممتدة من الشمال إلى الجنوب في الضفة الغربية على ارتفاع (500) متراً عن سطح البحر، على طريق نابلس - يافا القديمة. تبعد بلدة كفل حارس عن مدينة سلفيت حوالي 6 كم إلى الشمال منها.

### الحدود
يحد بلدة كفل حارس من الشرق أراضي قريتي مردة وقيرة، أما من الشمال فيحدها أراضي بلدة دير استيا وقرية زيتا جماعين، ومن الغرب بلدتي دير استيا وحارس، أما من الجنوب فيحدها أراضي بلدة سلفيت.

### المناخ
مناخ كفل حارس هو مناخ متوسط معتدل، ففي الشتاء تتعرض البلدة للرياح الجنوبية الغربية القاسية الماطرة وأحيانا إلى رياح شمالية شرقية جافة باردة نسبيا. أما معدل سقوط الأمطار هو حوالي 589 مليمتراً في السنة. وعلى العموم فإن معدل درجة الحرارة في الشتاء نادرا ما يصل إلى صفر مئوي وفي الصيف قلما تزيد على 39.9 درجة مئوية ويمكننا القول بأن معدل درجة الحرارة السنوي يتراوح بين 3-29 م.
وفي أوائل نيسان تأخذ الرياح الخماسينية بالهبوب وهذه رياح جافة تحمل معها كثيرا من الرمال والغبار وهي تأتينا من الجنوب وينقطع هبوب الرياح الخماسينية كلما اقترب فصل الصيف وتهب أيضا على البلدة رياح دافئة في أواخر الصيف وأوائل الخريف وتعجل بإنهاء موسمي العنب والتين. وعلى العموم فإن مناخ كفل حارس حار وجاف في الصيف، ماطر وبارد في الشتاء.

## السكان
دخلت فلسطين وفود كبيرة عبر العصور من تجار وغيرهم وذلك لموقعها الهام كنقطة وصل بين القارات، ومركز للحضارات والأديان. يبلغ عدد سكان كفل حارس حاليا حوالي 4,084 نسمة جميعهم من المسلمين وذلك حسب التعداد العام للسكان 2017 الذي أجراه الجهاز المركزي للإحصاء الفلسطيني.
| السنة           | تقدير (1870) | تعداد (1922) | تعداد (1931) | تعداد (1945) | تعداد (1961) | تعداد (1997) | تعداد (2007) | تقدير (2012) | تعداد (2017) |
| --------------- | ------------ | ------------ | ------------ | ------------ | ------------ | ------------ | ------------ | ------------ | ------------ |
| التعداد السكاني | 600          | 373          | 562          | 770          | 1,341        | 2,352        | 3,213        | 3,605        | 4,084        |

## البنية التحتية
يدير البلدة اليوم مجلس بلدي ينتخب أعضائه كل أربع سنوات. ويشرف على تقديم خدمات المياه والكهرباء وجمع النفايات الصلبة والتخلص منها وغيرها.

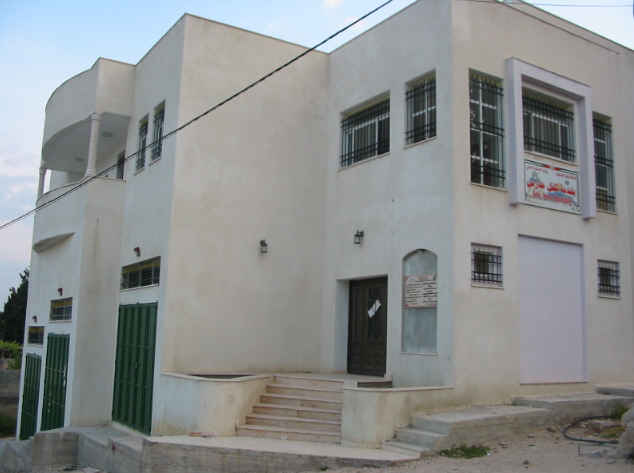
مبنى بلدية كفل حارس

### التعليم
يعتبر التعليم في بلدة كفل حارس من القطاعات المهمة والرائدة، كان التعليم خلال العهد العثماني عن طريق الكتاتيب، فقد كانت تدرس العلوم القرآنية، والحساب، واللغة العربية. لم يكن في حينه التعليم سهل المنال، فالأوضاع الاقتصادية والتقلبات السياسية بعد الحرب العالمية الأولى اضطرت الكثير من الطلاب إلى الانسحاب وترك التعليم والتوجه للعمل في الأراضي والزراعة واحتراف بعض المهن. تضم بلدة كفل حارس اليوم عدة مدارس حكومية للمستويات كافة ولكلا الجنسين، بالإضافة إلى روضات للأطفال.

### الصحة
تضم بلدة كفل حارس عددا من المؤسسات الصحية، منها عيادة صحية الحكومية وأخرى خاصة، بالإضافة لجمعية الهلال الأحمر الفلسطيني، وصيدليتان.

## السياحة والآثار

### المساجد والمقامات الدينية
تعرف قرية كفل حارس بكثرة الأماكن الدينية فهي تضم قبور عدد من الأنبياء مثل مقام النبي ذي الكفل، ومقام خادم صلاح الدين والذي يُطلق اليهود عليها اسم مقام النبي يوشع بن نون، ومقام النبي ذي النون. بالإضافة إلى قبر ذي اليسع، وبنات يعقوب والمعروف ببنات الزاوية، وأيضاً خربة دير بجال.

#### محاولات الاحتلال تزوير التاريخ
تشير معطيات وزارة السياحة والآثار الفلسطينية؛ إلى أن الاحتلال يتعمدون تزوير تاريخ وتغيير أسماء المقامات الإسلامية، حيث قاموا بما يتماشى مع معتقداتهم بإطلاق القصص والروايات المزيفة حول تاريخ تلك الآثار القديمة.
تعرضت المقامات عام 1991 والمسجد الكبير في البلدة إلى محاولة حرق المصاحف والسجاد فيها. عام 2012، حطم المستوطنون بعض القبور الكائنة بجانب مقام النبي ذي الكفل، وكتبوا شعارات عنصرية.

### الخرب والآثار
تحتوي بلدة كفل حارس على العديد من المواقع الأثرية التي تعكس تنوعا حضاريا يعود لحقب زمنية مختلفة، دمر عدد منها وتعرض بعضها للنبش، والتنقيب، والتخريب، والإهمال.

## الاقتصاد

### الزراعة
تعد الزراعة القطاع الاقتصادي الرئيسي في البلدة، تنتج البلدة محاصيل الزيتون، والتين، واللوز، والحمضيات، والقمح وبعض الخضراوات. لكن التوسع العمراني للبلدة والتوسع في البنية التحتية وفتح الشوارع قلص المساحات المزروعة من الأراضي الزراعية.
تراجعت في السنوات الأخيرة أعداد الثروة الحيوانية بسبب ارتفاع أسعار الأعلاف وقلة المساحات الحيوية نتيجة الجدار والاستيطان، وأيضاً تعتبر مشكلة الخنازير البرية التي يطلقها المستوطنون من أكبر المشاكل التي تؤثر على القطاع الزراعي في كفل حارس خاصة والمحافظة عامة.

## الاستيطان

### مستوطنة أرئيل
تقع مستوطنة أرئيل التي أقيمت عام 1978 جنوب بلدة كفل حارس، حيث تعد أكبر تجمع ومركز الاستيطان في منطقة شمال الضفة الغربية، وقد أنشئت على أراضي بلدتي سلفيت وكفل حارس، وقرى مردة، واسكاكا وياسوف. حيث تم الاستيلاء على مساحات واسعة من الأراضي.

### طريق عابر السامرة
ومن الناحية الإستراتيجية السياسية جرى إتمام شق ما يسمى «طريق عابر السامرة» أو «طريق 5» الذي يمتد من الخط الأخضر غربي محافظة سلفيت، باتجاه الشرق والجنوب الشرقي، وصولًا إلى الأغوار الوسطى، بما يشمل توسيع النفوذ الاستعماري في (حوض مستعمرة أرئيل)؛ وهذا ما يعني السيطرة الكاملة على أراضي قرى وبلدات محافظتي نابلس ورام الله وفصلهما عن بعضهما بثكنة استيطانية واسعة؛ وتفصل الأغوار عن وسط الضفة الغربية؛ وتحول أراضي محافظة سلفيت حتى الخط الأخضر إلى معزل كبير.

### اقتحامات المستوطنين
تتعدد مخاطر اقتحامات المستوطنين لبلدة كفل حارس خلال زيارتهم المتكررة للمقامات الدينية؛ تبدأ بفرض منع التجوال في البلدة من وقت بدء الزيارة حتى فجر اليوم التالي، والتعرض لممتلكات سكان البلدة وتدميرها، والتعرض للمواطنين وقتلهم حيث ارتقت الفتاة ابتسام بوزية عام 1989 برصاص المستوطنين خلال اقتحامهم البلدة وهي في بيتها.

## أعلامها
- هشام عودة، (1956) شاعر وكاتب وصحفي.[22]

## معرض صور

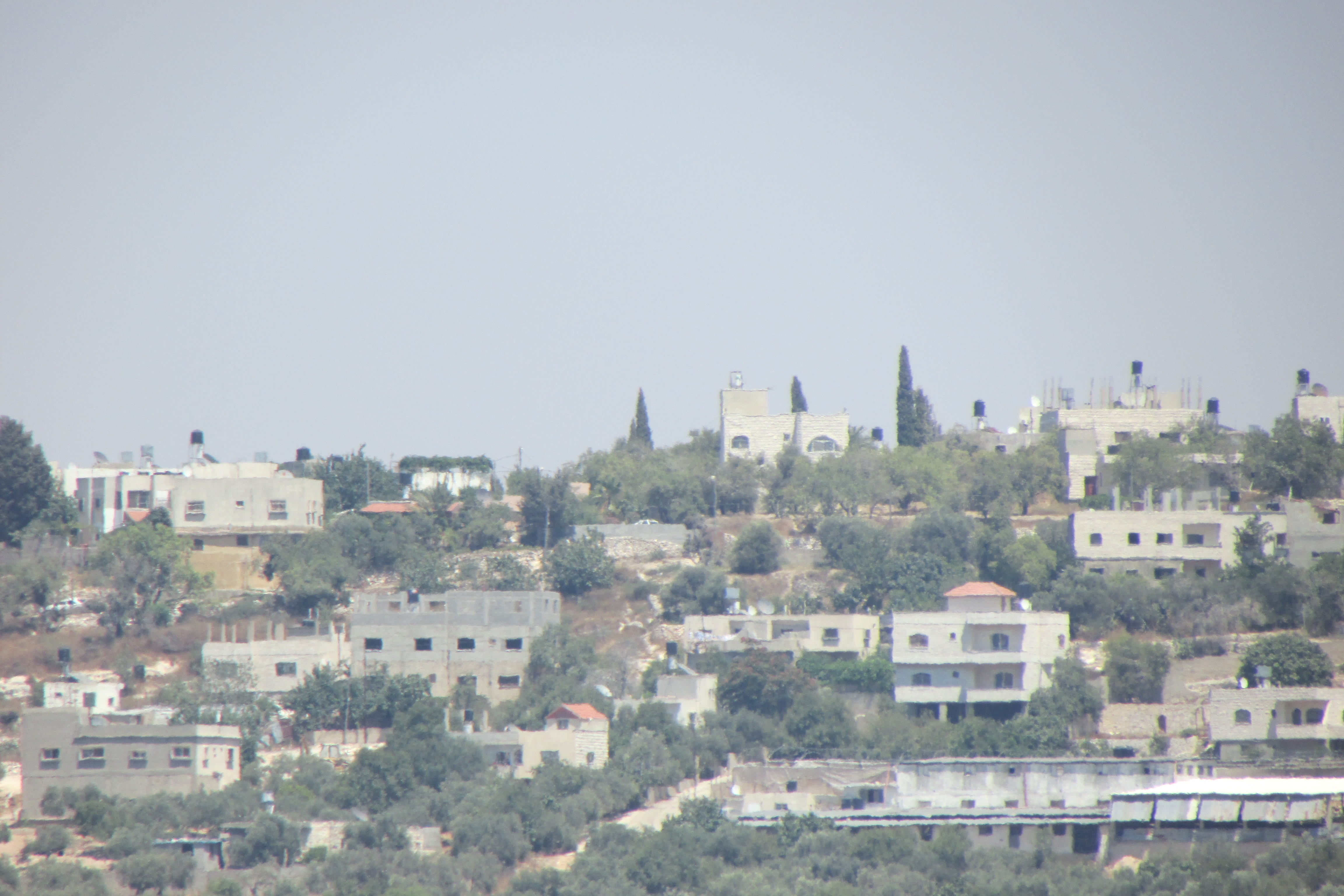
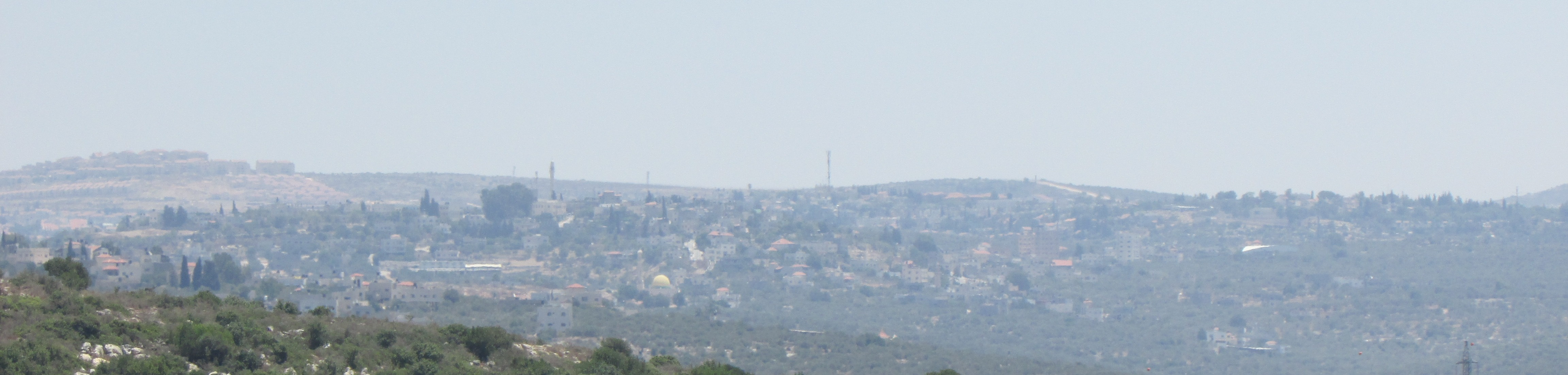
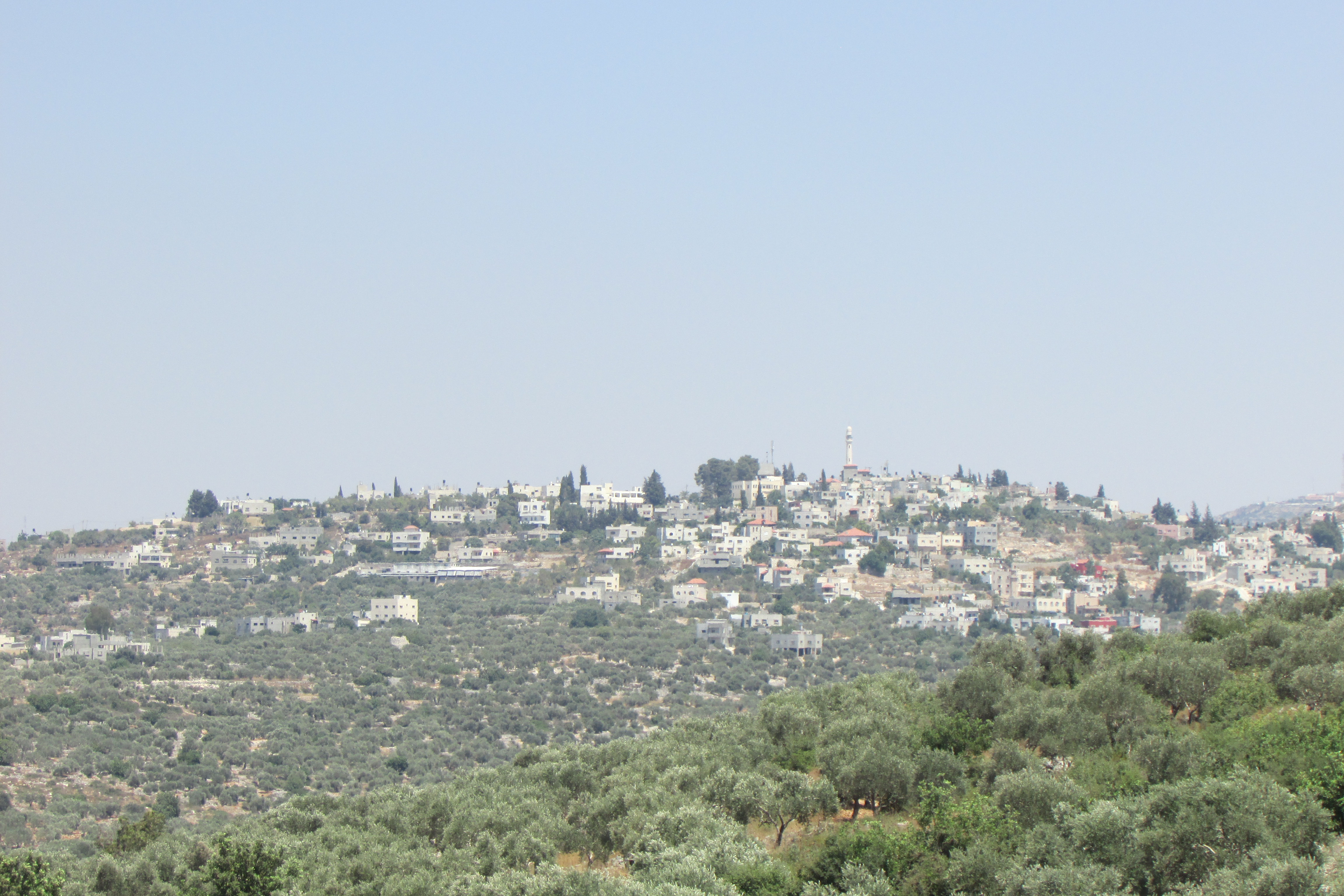
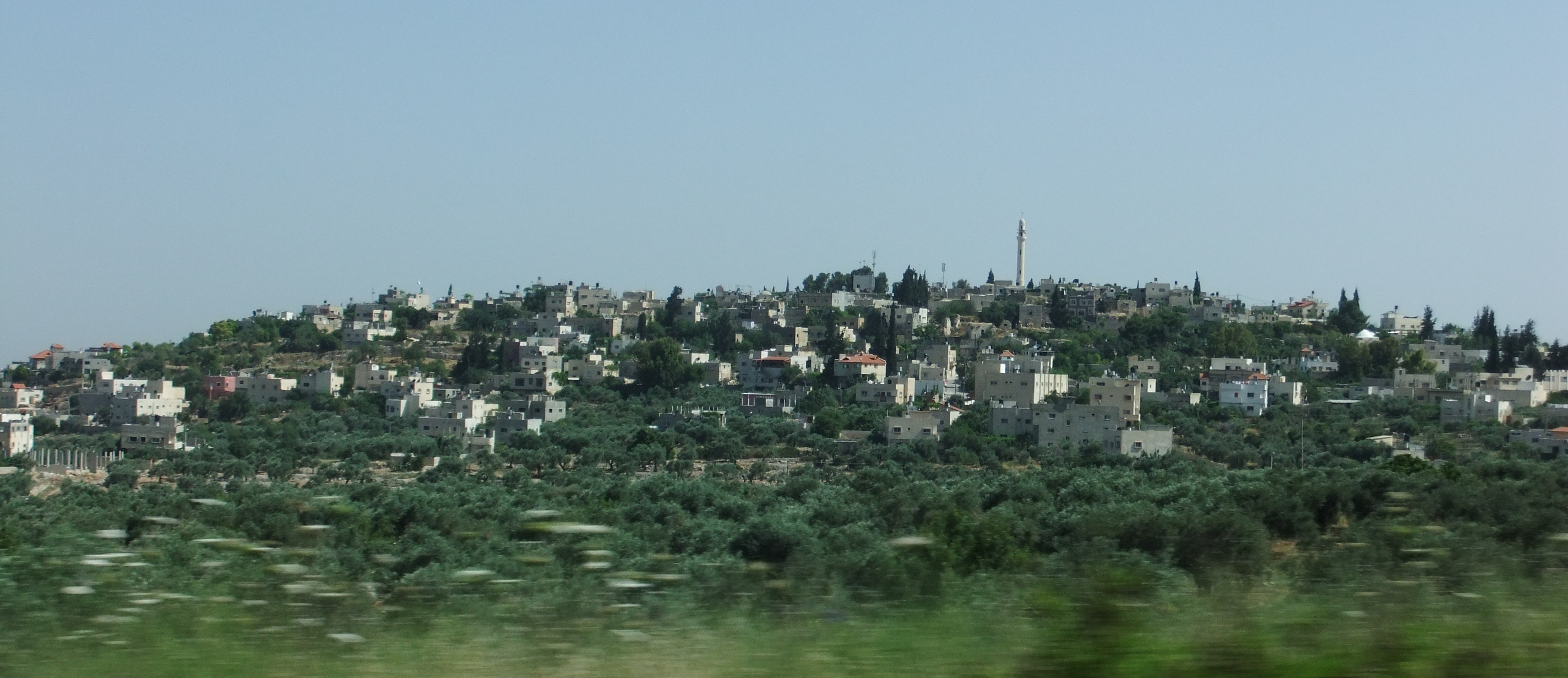

## مواضيع ذات صلة
| - فلسطين - القدس | - آثار فلسطين - تاريخ فلسطين - مدن فلسطين | - محافظة سلفيت - سلفيت - دير استيا |